# Petropedetidae
Petropedetidae — родина земноводних підряду Neobatrachia ряду Безхвості. Має 2 роди та 18 видів.

## Опис
Загальна довжина представників цієї родини коливається від 10 до 36,8 см. Голова середнього або великого розміру. Тулуб кремезний, витягнутий. Кінцівки масивні, великі. При цьому задні лапи довші за передні. Забарвлення переважно темних кольорів. 

## Спосіб життя
Полюбляють савани, тропічні та субтропічні ліси, гірські місцини. Ведуть напівводний спосіб життя. Зустрічається на висоті до 2500 м над рівнем моря. активні вночі. Живляться безхребетними, гризунами, дрібними плазунами та амфібіями.
Це яйцекладні земноводні.

## Розповсюдження
Мешкають на південь від пустелі Сахара (Африка).

## Роди
- Conraua
- Petropedetes